# Testo
Немецкий концерн Testo SE & Co. KGaA — крупнейший европейский производитель контрольно-измерительного оборудования. Компания Testo с головным офисом в городе Ленцкирх, земле Баден-Вюртемберг была основана в 1957 году. Сегодня Testo Group объединяет 30 компаний-представительств по всему миру: в Европе (в том числе России), в странах Азии (Японии, Китае, Корее), Северной Америки (Канада, США), Индии.

## История
Компания Testoterm (Testo — начиная c 1993 года) была основана в 1957 году бывшими специалистами медико-технологической компании Atmos.
Начало компании положило изобретение первого в мире электронного медицинского термометра со стрелочным индикатором. Прибор стал настоящим прорывом в термометрии, однако его появления было воспринято многими с большой долей скепсиса, прежде всего — из-за высокой стоимости.
Тогда разработчики, окончательно утвердившись в решении, что будущее за точными и удобными электронными измерительными приборами, сосредоточились на создании новых моделей термометров для других областей применения, что увенчалось в начале 60-х годов созданием моделей термометров для промышленного применения. Их отличительной особенностью стало наличие сменных зондов, при выходе из строя которых отпадала необходимость в покупке нового прибора.
В дальнейшем ассортимент продукции стал расширяться за счет приборов для измерения других физических величин.

## Ассортимент продукции
Продукция компании Testo сегодня делится на 4 основные группы:
- Портативные измерительные приборы для измерения температуры, влажности воздуха, расхода воздуха, давления, pH, проводимости, освещенности, уровня шума, активности воды и приборы для настройки холодильных систем.

- Пирометры и тепловизоры — приборы для бесконтактного измерения температуры, регистрирующие инфракрасное (тепловое) излучение от объекта и преобразующие его в значение температуры или в тепловое изображение.

- Газоанализаторы — приборы для анализа различных характеристик дымовых газов в системах отопления или промышленных горелках, с целью настройки оборудования в соответствии с экологическими требованиями.

- Измерительные системы стационарно размещенных приборов, выполняющих непрерывные измерения влажности и температуры на производстве, в холодильных камерах, на складах, в музеях, лабораториях, в агрегатах и технических системах.

## Testo в России
Российское представительство Testo – компания Тэсто Рус вышла на рынок измерительного оборудования в 2006 году.
Помимо поставки и продажи оборудования Testo, Тэсто Рус оказывает техническую поддержку и осуществляет гарантийное и сервисное обслуживание приборов на территории РФ, а также оказывает услуги первичной и периодической поверки приборов.

## Руководство компании
Компанию возглавляет совет, состоящий из 4 директоров: Буркарт Кноспе – председатель совета директоров, Лотар Васселер – директор по производству и логистике, Мартин Винкле – директор по продажам и финансам, Доктор Йорк Хебенстрейт – директор по научным исследованиям и разработкам.